# Quadrophenia (rockopera)
Quadrophenia is een rockopera van de Britse rockband The Who. Na Tommy is Quadrophenia de tweede die van de pen van songwriter-gitarist Pete Townshend af kwam. Het album werd op 19 oktober 1973 uitgegeven en betiteld als (rock)opera, terwijl dit zou betekenen dat er gevarieerde handelingen zouden moeten plaatsvinden. Quadrophenia daarentegen is meer een monoloog dan een gevarieerd drama. De naam van het album is een woordspeling op het Engelse woord voor schizofrenie (schizophrenia). De hoofdpersoon Jimmy had namelijk een dissociatieve identiteitsstoornis, waardoor hij vier (Quattro - Quadro) verschillende persoonlijkheden kreeg.

## Het verhaal
Het verhaal van Quadrophenia gaat over twee dagen in het leven van ene Jimmy, een Engelse mod uit de vroege jaren zestig. “This story is set on a rock!” kondigde componist Pete Townshend aan bij een van hun live-optredens. Die opmerking wijst erop dat de opera min of meer een voorstelling is van Jimmy's terugkijk naar de laatste paar dagen die hem naar deze droevige situatie hebben gebracht, waar hij zich aan het eind van het verhaal bevindt. Slechts afgaande van alleen de muziek is het verhaal van de rockopera moeilijk te begrijpen, maar met Jimmy's commentaar, dat in de liner-notes staat wordt het verhaal - door de verschillende onderwerpen aaneen te koppelen - verteld.
Voor hoever je kunt zeggen dat Quadrophenia een verhaal vertelt, wordt het in de eerste persoon verteld. De eerste helft van de opera vertelt ons over de moeilijkheden en onzekerheden die Jimmy's leven parten spelen, inclusief kijkjes in zijn leven thuis, zijn baan, zijn psychoanalyse en zijn mislukte pogingen op een sociaal leven. Halverwege de opera zingt hij I've had enough en ontdekt hij dat hij uit huis gezet wordt omdat zijn ouders zijn drugs gevonden hebben (dit gebeurt tijdens het lied Cut my hair: “...But my mother found a box of blues, and there doesn't seem much hope they'll let me stay.”). Kort daarop raakt hij helemaal high en neemt hij de trein naar de kust (verwoord in het lied 5:15 - wat zogenaamd de tijd uitbeeldt waarop de trein vertrekt). Tijdens zijn verblijf aan het strand in Brighton komt hij een voormalige ace face (leider-Mod) tegen, waar hij tegenop kijkt. Maar de ace face werkt nu als piccolo in het dichtstbijzijnde hotel. Ironisch genoeg heeft Jimmy twee jaar geleden de ramen van datzelfde hotel ingeslagen. Dit vertoon van moed gaf hem dezelfde verering als die veel van zijn mede-Mods twee jaar eerder, tijdens Jimmy's eerste verblijf in Brighton, ontvingen. Jimmy walgt ervan als hij erachter komt dat de persoon die hij als Mod geëerd had, zichzelf had uitverkocht. (Maar deze walging komt misschien van de vergelijkbare zwakheden die Jimmy in zichzelf ziet).
Ondertussen is Jimmy ontroostbaar geraakt. Iedereen - van zijn ouders tot zijn vriendin - heeft hem weleens teleurgesteld gezien, maar hij had nooit verwacht dat zijn Mod-levenswijze hem ooit teleur zou stellen. Dronken en depressief steelt hij een motorboot en vaart uit naar een verlaten rots die boven de zee uitsteekt en stort mentaal in elkaar. Met niets meer om voor te leven zoekt hij liefde, wat verwoord wordt in het lied Love reign o'er me (laat de liefde over mij komen). Samen met het nummer Drowned geeft dit nummer goed Pete Townshend spirituele obsessie voor water weer. Hij heeft deze watersymboliek van de Indiase goeroe Meher Baba.

## Muzikale structuur
Elk van Jimmy's vier persoonlijkheden hoort bij een van de vier muzikanten van The Who. In de liner notes staan de karakters kort uitgelicht met de bijbehorende muzikanten erbij gevoegd:
- Een stoere man, maar een hopeloze danser. (Roger Daltrey)
- Een romanticus, Mag ik even? (John Entwistle)
- Een gestoorde gek, Ik zal zelfs je bagage dragen. (Keith Moon)
- Een bedelaar, een hypocriet, Love reign o'er me (Pete Townshend)

Tegelijkertijd beelden de vier hoofdnummers (respectievelijk Helpless dancer, Is it me?, Bell boy en Love reign o'er me) de vier persoonlijkheden van de hoofdpersoon Jimmy uit. De vier muzikale thema's worden door zowel de titelsong (als overgang tussen The real me en Cut my hair) en de voorlaatste track The rock (als overgang tussen Doctor Jimmy en Love reign o'er me) verbonden aan elkaar. De nummers Quadrophenia en The rock waren waarschijnlijk de twee ingewikkeldste stukken die Townshend ooit voor The Who geschreven heeft, omdat alle vier de thema's in twee medleys van zes minuten gecombineerd moesten worden. De songs hebben geen definieerbaar begin of einde, maar beginnen en eindigen door gebruik te maken van een zachte overgang naar het volgende nummer.

## Thematiek
Quadrophenia bevat veel verschillende thema's. De opvallendste zijn: het gevoel van erbij horen; rebellie; Jimmy's zoektocht naar zichzelf en een nederig gevoel. Het verhaal verduidelijkt Jimmy's zoektocht naar zichzelf en zijn poging om ergens erbij te horen. Hij is door zijn gespleten persoonlijkheid in de war en weet niet meer wat hij moet doen. Hij raakt gefrustreerd door alles in de hele wereld en denkt dat iedereen tegen hem is. Uiteindelijk krijgt hij een spirituele blikopener en verlaat zijn Mod-leven om een nieuwe start te maken.

## Kritische reacties en impact
De tekst van het nummer The Punk and the Godfather laat een verkeerde indruk achter, die impliceert dat Townshend wist van de muzikale revolutie van Punk in 1973, met als tweede misinterpretatie dat Townshend als The Punk en zijn platenmaatschappij als The Godfather (Peetoom) beschouwd werd, en/of - in latere versies - jongere muzikanten die met nieuwe muziekstijlen werken als The Punk en Townshend als The Godfather. Het thema "Punk" was al heel bekend in het non-muzikale gebied.
- In 2000 zette Q Magazine Quadrophenia op nummer #56 in hun lijst van de 100 beste Britse albums ooit.
- In 2001 noemde de televisiezender VH1 Quadrophenia als het 86e beste album ooit.
- In 2003 kwam het album op nummer #266 te staan in de lijst van de 500 beste albums aller tijden van het tijdschrift Rolling Stone.
- Quadrophenia stond op nummer #2 in de Albumcharts van de V.S. en werd van de eerste plaats weggehouden door Elton Johns album Goodbye yellow brick road.

Op 31 oktober 1995 speelde Phish het volledige album als onderdeel van het Halloween Musical Costume-feest van de band. Dit concert werd uitgebracht op het album Live phish Volume 14.

## Track listing
(Alle nummers zijn geschreven door Pete Townshend.)
| Disc 1 Kant A I am the sea – 2:08 The real me – 3:22 Quadrophenia – 6:15 Cut my hair – 3:46 The Punk and the Godfather [ 1 ] – 5:10 Kant B I'm one – 2:39 The dirty jobs – 4:30 Helpless dancer – 2:32 Is it in my head – 3:46 I've had enough – 6:14 | Disc 2 Kant C 5:15 – 5:00 Sea and sand – 5:01 Drowned – 5:28 Bell boy – 4:56 Kant D Doctor Jimmy – 8:42 The rock – 6:37 Love, reign o'er me – 5:48 |

## Bezetting

### Klassieke bezetting
- Pete Townshend: gitaren, synthesizer, banjo, soundeffects, zang
- John Entwistle: basgitaar, hoorn, zang
- Keith Moon: percussie en zang op Bell Boy
- Roger Daltrey: leadzang

### Toevoeging
- Chris Stainton – piano op Dirty jobs, Helpless dancer, 5:15 en Drowned
- John Curle – nieuwslezer

## Productieteam
- Pete Townshend – voorproductie, special effects
- Chris Stamp – executive producer
- Pete Kameron – executive producer
- Kit Lambert – executive producer
- Ron Nevison – engineer, special effects
- Ron Fawcus – mixing continuïteit, engineering-hulp
- Bob Ludwig – Remastering
- Rod Houison – special effects
- Graham Hughes – hoesdesign en fotografie
- Ethan Russell – art direction, insert photography

## Hitnotering

### NederlandseAlbum Top 100
| Hitnotering: (Week 1 t/m 5) 15-12-1973 t/m 19-01-1974 Hitnotering: (Week 6) 19-11-2011 | Hitnotering: (Week 1 t/m 5) 15-12-1973 t/m 19-01-1974 Hitnotering: (Week 6) 19-11-2011 | Hitnotering: (Week 1 t/m 5) 15-12-1973 t/m 19-01-1974 Hitnotering: (Week 6) 19-11-2011 | Hitnotering: (Week 1 t/m 5) 15-12-1973 t/m 19-01-1974 Hitnotering: (Week 6) 19-11-2011 | Hitnotering: (Week 1 t/m 5) 15-12-1973 t/m 19-01-1974 Hitnotering: (Week 6) 19-11-2011 | Hitnotering: (Week 1 t/m 5) 15-12-1973 t/m 19-01-1974 Hitnotering: (Week 6) 19-11-2011 | Hitnotering: (Week 1 t/m 5) 15-12-1973 t/m 19-01-1974 Hitnotering: (Week 6) 19-11-2011 | Hitnotering: (Week 1 t/m 5) 15-12-1973 t/m 19-01-1974 Hitnotering: (Week 6) 19-11-2011 | Hitnotering: (Week 1 t/m 5) 15-12-1973 t/m 19-01-1974 Hitnotering: (Week 6) 19-11-2011 |
| Week:                                                                                  | 1                                                                                      | 2                                                                                      | 3                                                                                      | 4                                                                                      | 5                                                                                      |                                                                                        | 6                                                                                      |                                                                                        |
| -------------------------------------------------------------------------------------- | -------------------------------------------------------------------------------------- | -------------------------------------------------------------------------------------- | -------------------------------------------------------------------------------------- | -------------------------------------------------------------------------------------- | -------------------------------------------------------------------------------------- | -------------------------------------------------------------------------------------- | -------------------------------------------------------------------------------------- | -------------------------------------------------------------------------------------- |
| Positie:                                                                               | 19                                                                                     | 17                                                                                     | 17                                                                                     | 18                                                                                     | 20                                                                                     | uit                                                                                    | 87                                                                                     | uit                                                                                    |